# 59. Primetime Emmy-gála
Az 59. Primetime Emmy-gála során a 2006 és 2007 között főműsoridőben bemutatott, amerikai televíziós programokat értékelték. A jelölteket az Academy of Television Arts & Sciences választotta ki. A Los Angeles-i Shrine Auditoriumben tartott ceremóniát az Fox tűzte műsorra 2007. szeptember 16-án. A műsor házigazdája Ryan Seacrest volt. A jelöltek listáját 2007. július 19-én jelentette be Jon Cryer és Kyra Sedgwick. A gálát 12.87 millióan nézték, 19%-al kevesebben, mint az előzőt.
A műsort eredetileg az American Idol producerei, Nigel Lythgoe és Ken Warwick készítették volna, azonban az Idolon való sok munkájuk miatt nem értek rá, így helyettük negyedszer is Ken Ehrlich szervezte meg a műsort.

## Győztesek és jelöltek
A nyertesek félkövérrel jelölve.

### Műsorok
| Legjobb vígjátéksorozat | Legjobb drámasorozat |
| --- | --- |
| - A stúdió (NBC) - Törtetők (HBO) - Office (NBC) - Két pasi – meg egy kicsi (CBS) - Ki ez a lány? (ABC)                                                                                                 | - Maffiózók (HBO) - Boston Legal – Jogi játszmák (ABC) - A Grace klinika (ABC) - Hősök (NBC) - Doktor House (Fox) |
| Legjobb varieté szkeccssorozat | Legjobb különkiadás |
| - The Daily Show with Jon Stewart (Comedy Central) - The Colbert Report (Comedy Central) - Late Night with Conan O'Brien (NBC) - Late Show with David Letterman (CBS) - Real Time with Bill Maher (HBO) | - Tony Bennett: An American Classic (NBC) - Comedy Central Roast of William Shatner (Comedy Central) - Great Performances (Epizód: "Tribute to James Taylor") (PBS) - The Kennedy Center Honors (CBS) - Lewis Black: Red, White, and Screwed (HBO) - Wanda Sykes: Sick and Tired (HBO) |
| Legjobb tévéfilm | Legjobb minisorozat |
| - Wounded Knee-nél temessétek el a szívem (HBO) - 9/11: A nap, amely megrengette a világot (Discovery Channel) - Longford (HBO) - A diadal (TNT) - A rúzs színe (Lifetime)                              | - A szabadság útján (AMC) - Első számú gyanúsított (PBS) - Álomgyári feleség (USA) |
| Legjobb vetélkedő | |
| - Versenyfutás a világ körül (CBS) - American Idol (Fox) - Dancing with the Stars (ABC) - Leendő divatdiktátorok (Bravo) - Szakácsok gyöngye (Bravo)                                                    | |

### Színészek

#### Főszereplők
| Legjobb férfi főszereplő (vígjátéksorozat) | Legjobb női főszereplő (vígjátéksorozat) |
| --- | --- |
| - Ricky Gervais – Futottak még… (Andy Milman) (HBO) - Alec Baldwin – A stúdió (Jack Donaghy) (NBC) - Steve Carell – Office (Michael Scott) (NBC) - Tony Shalhoub – Monk – A flúgos nyomozó (Adrian Monk) (USA) - Charlie Sheen – Két pasi – meg egy kicsi (Charlie Harper) (CBS)                                                                        | - America Ferrera – Ki ez a lány? (Betty Suarez) (ABC) - Tina Fey – A stúdió (Liz Lemon) (NBC) - Felicity Huffman – Született feleségek (Lynette Scavo) (ABC) - Julia Louis-Dreyfus – Christine kalandjai (Christine Campbell) (CBS) - Mary-Louise Parker – Nancy ül a fűben (Nancy Botwin) (Showtime)                                          |
| Legjobb férfi főszereplő (drámasorozat) | Legjobb női főszereplő (drámasorozat) |
| - James Spader – Boston Legal – Jogi játszmák (Alan Shore) (ABC) - James Gandolfini – Maffiózók (Tony Soprano) (HBO) - Hugh Laurie – Doktor House (Gregory House) (Fox) - Denis Leary – Ments meg! (Tommy Gavin) (FX) - Kiefer Sutherland – 24 (Jack Bauer) (Fox)                                                                                       | - Sally Field – Testvérek (Nora Walker) (ABC) - Patricia Arquette – A médium (Allison DuBois) (NBC) - Minnie Driver – Gazdagék (Dahlia Malloy) (FX) - Edie Falco – Maffiózók (Carmela Soprano) (HBO) - Mariska Hargitay – Esküdt ellenségek: Különleges ügyosztály (Olivia Benson) (NBC) - Kyra Sedgwick – A főnök (Brenda Leigh Johnson) (TNT) |
| Legjobb férfi főszereplő (minisorozat, antológiasorozat vagy tévéfilm) | Legjobb női főszereplő (minisorozat, antológiasorozat vagy tévéfilm) |
| - Robert Duvall – A szabadság útján (Prentice "Print" Ritter) (AMC) - Jim Broadbent – Longford (Lord Longford) (HBO) - William H. Macy – Nightmares & Dreamscapes: From the Stories of Stephen King (Clyde Umney / Sam Landry) (TNT) - Matthew Perry – A diadal (Ron Clark) (TNT) - Tom Selleck – Jesse Stone: Rejtélyes bankrablás (Jesse Stone) (CBS) | - Helen Mirren – Első számú gyanúsított (Jane Tennison) (PBS) - Queen Latifah – Life Support (Ana Wallace) (HBO) - Debra Messing – Álomgyári feleség (Molly Kagan) (USA) - Mary-Louise Parker – Rabló menyasszony (Zenia Arden) (Oxygen) - Gena Rowlands – Isteni véletlen (Melissa Eisenbloom) (Lifetime)                                      |

#### Mellékszereplők
| Legjobb férfi mellékszereplő (vígjátéksorozat) | Legjobb női mellékszereplő (vígjátéksorozat) |
| --- | --- |
| - Jeremy Piven – Törtetők (Ari Gold) (HBO) - Jon Cryer – Két pasi – meg egy kicsi (Dr. Alan Harper) (CBS) - Kevin Dillon – Törtetők (Johnny "Drama" Chase) (HBO) - Neil Patrick Harris – Így jártam anyátokkal (Barney Stinson) (CBS) - Rainn Wilson – Office (Dwight Schrute) (NBC)                                                                      | - Jaime Pressly – A nevem Earl (Joy Turner) (NBC) - Conchata Ferrell – Két pasi – meg egy kicsi (Berta) (CBS) - Jenna Fischer – Office (Pam Beesly) (NBC) - Elizabeth Perkins – Nancy ül a fűben (Celia Hodes) (Showtime) - Holland Taylor – Két pasi – meg egy kicsi (Evelyn Harper) (CBS) - Vanessa L. Williams – Ki ez a lány? (Wilhelmina Slater) (ABC)  |
| Legjobb férfi mellékszereplő (drámasorozat) | Legjobb női mellékszereplő (drámasorozat) |
| - Terry O’Quinn – Lost – Eltűntek (John Locke) (ABC) - Michael Emerson – Lost – Eltűntek (Benjamin Linus) (ABC) - Michael Imperioli – Maffiózók (Christopher Moltisanti) (HBO) - T. R. Knight – A Grace klinika (Dr. George O'Malley) (ABC) - Masi Oka – Hősök (Nakamura Hiro) (NBC) - William Shatner – Boston Legal – Jogi játszmák (Denny Crane) (ABC) | - Katherine Heigl – A Grace klinika (Dr. Isobel "Izzie" Stevens) (ABC) - Lorraine Bracco – Maffiózók (Dr. Jennifer Melfi) (HBO) - Rachel Griffiths – Testvérek (Sarah Whedon) (ABC) - Sandra Oh – A Grace klinika (Dr. Cristina Yang) (ABC) - Aida Turturro – Maffiózók (Janice Soprano) (HBO) - Chandra Wilson – A Grace klinika (Dr. Miranda Bailey) (ABC) |
| Legjobb férfi mellékszereplő (minisorozat, antológiasorozat vagy tévéfilm) | Legjobb női mellékszereplő (minisorozat, antológiasorozat vagy tévéfilm) |
| - Thomas Haden Church – A szabadság útján (Tom Harte) (AMC) - Ed Asner – Karácsonyi üdvözlet (Luke Spelman) (Hallmark Channel) - Joe Mantegna – Álomgyári feleség (Lou Manahan) (USA) - Aidan Quinn – Wounded Knee-nél temessétek el a szívem (Henry L. Dawes) (HBO) - August Schellenberg – Wounded Knee-nél temessétek el a szívem (Ülő Bika) (HBO)     | - Judy Davis – Álomgyári feleség (Joan McAllister) (USA) - Toni Collette – A cunami után (Kathy Graham) (HBO) - Samantha Morton – Longford (Myra Hindley) (HBO) - Anna Paquin – Wounded Knee-nél temessétek el a szívem (Elaine Goodale) (HBO) - Greta Scacchi – A szabadság útján (Nola Johns) (AMC)                                                        |

#### Egyéb szereplők
| Legjobb egyedülálló alakítás varieté vagy zenés műsorban |
| --- |
| - Tony Bennett – Tony Bennett: An American Classic (NBC) - Stephen Colbert –The Colbert Report (Comedy Central) - Ellen DeGeneres – 79. Oscar-gála (ABC) - David Letterman – Late Show with David Letterman (CBS) - Jon Stewart – The Daily Show with Jon Stewart (Comedy Central) |

### Rendezők
| Legjobb rendező (vígjátéksorozat) | Legjobb rendező (drámasorozat) |
| --- | --- |
| - Ki ez a lány? (Epizód: "Az új asszisztens") – Richard Shepard (ABC) - A stúdió (Epizód: "The Break-Up") – Scott Ellis (NBC) - Törtetők (Epizód: "One Day in the Valley") – Julian Farino (HBO) - Futottak még… (Epizód: "Orlando Bloom") – Ricky Gervais, Stephen Merchant (HBO) - Office (Epizód: "Meleg téma") – Ken Kwapis (NBC) - Dokik (Epizód: "My Musical") – Will Mackenzie (NBC) | - Maffiózók (Epizód: "Váratlan baleset") – Alan Taylor (HBO) - Csillagközi romboló (Epizód: "Exodus, Part 2") – Félix Enríquez Alcalá (SyFy) - Boston Legal – Jogi játszmák (Epizód: "A védő fia") – Bill D'Elia (ABC) - Friday night lights - Tiszta szívvel foci (Epizód: "Pilot") – Peter Berg (NBC) - Hősök (Epizód: "Teremtés") – David Semel (NBC) - Lost – Eltűntek (Epizód: "Tükörországban") – Jack Bender (ABC) - A színfalak mögött (Epizód: "Az első nap") – Thomas Schlamme (NBC) |
| Legjobb rendező (varietésorozat) | Legjobb rendező (minisorozat, antológiasorozat vagy tévéfilm) |
| - Tony Bennett: An American Classic – Rob Marshall (NBC) - American Idol – Bruce Gowers (Fox) - The Colbert Report – Jim Hoskinson (Comedy Central) - The Daily Show with Jon Stewart – Chuck O'Neil (Comedy Central) - Saturday Night Live – Don Roy King (NBC) | - Első számú gyanúsított – Philip Martin (PBS) - A szabadság útján – Walter Hill (AMC) - Wounded Knee-nél temessétek el a szívem – Yves Simoneau (HBO) - Jane Eyre – Susanna White (PBS) - A cunami után – Bharat Nalluri (HBO) |

### Forgatókönyvírók
| Legjobb forgatókönyv (vígjátéksorozat) | Legjobb forgatókönyv (drámasorozat) |
| --- | --- |
| - Office (Epizód: "Meleg téma") – Greg Daniels (NBC) - A stúdió (Epizód: "Jack-Tor") – Robert Carlock (NBC) - A stúdió (Epizód: "Tracy Does Conan") – Tina Fey (NBC) - Futottak még… (Epizód: "Daniel Radcliffe") – Ricky Gervais, Stephen Merchant (HBO) - Office (Epizód: "A tárgyalás") – Michael Schur (NBC) | - Maffiózók (Epizód: "Made in America") – David Chase (HBO) - Csillagközi romboló (Epizód: "Occupation" / "Precipice") – Ronald D. Moore (Sci Fi) - Lost – Eltűntek (Epizód: "Tükörországban") – Carlton Cuse, Damon Lindelof (ABC) - Maffiózók (Epizód: "Váratlan baleset") – David Chase and Matthew Weiner (HBO) - Maffiózók (Epizód: "Hullámok a fej fölött") – Terence Winter (HBO) |
| Legjobb forgatókönyv (varietésorozat) | Legjobb forgatókönyv (minisorozat vagy tévéfilm) |
| - Late Night with Conan O'Brien (NBC) - The Colbert Report (Comedy Central) - The Daily Show with Jon Stewart (Comedy Central) - Late Show with David Letterman (CBS) - Real Time with Bill Maher (HBO) | - Első számú gyanúsított – Frank Deasy (PBS) - A szabadság útján – Alan Geoffrion (AMC) - Wounded Knee-nél temessétek el a szívem – Daniel Giat (HBO) - Álomgyári feleség – Josann McGibbon, Sara Parriott (USA) - Jane Eyre – Sandy Welch (PBS) |

## Műsorvezetők
A gálán az alábbi műsorvezetők működtek közre:
- Ray Romano
- America Ferrera
- Vanessa L. Williams
- Tina Fey
- Julia Louis-Dreyfus
- Kyle Chandler
- Katherine Heigl
- Kevin Connelly
- Kevin Dillon
- Jerry Ferrara
- Adrien Grenier
- Eva Longoria
- Jeremy Piven
- Jon Cryer
- Jennifer Love Hewitt
- Alec Baldwin
- Ali Larter
- Kiefer Sutherland
- Queen Latifah
- John Amos
- Ed Asner
- LeVar Burton
- Lou Gossett Jr.
- Cicely Tyson
- Leslie Uggams
- Ben Vereen
- Neil Patrick Harris
- Hayden Panettiere
- Leslie Caron
- Steve Carell
- Marcia Cross
- Mark Harmon
- Dick Askin
- Glenn Close
- Mary-Louise Parker
- Kyra Sedgwick
- Joe Mantegna
- Patrick Dempsey
- Sally Field
- Kathryn Morris
- Danny Pino
- Tom Anderson
- Masi Oka
- Joely Fisher
- Brad Garrett
- Anthony Anderson
- Teri Hatcher
- Elaine Stritch
- Stanley Tucci
- Anthony Anderson
- Teri Hatcher
- Wayne Brady
- Kanye West
- Rainn Wilson
- Stephen Colbert
- Jon Stewart
- Felicity Huffman
- Hugh Laurie
- Debra Messing
- William Shatner
- Jimmy Smits
- Kate Walsh
- Kelsey Grammer
- Patricia Heaton
- Helen Mirren

## In Memoriam
A gála "in memoriam" szegmense az alábbi elhunyt személyekről emlékezett meg:
- Jane Wyatt
- Tige Andrews
- Joseph Barbera
- Roscoe Lee Browne
- Edward Albert Jr.
- Yvonne De Carlo
- Mike Evans
- Sidney Sheldon
- Calvert DeForest
- Glenn Ford
- Arthur Hill
- Bob Carroll Jr.
- Beverly Sills
- Ed Friendly
- Mel Shavelson
- James Glennon
- Don Herbert
- Stan Daniels
- Barbara McNair
- Stuart Rosenberg
- Tommy Newsom
- Steve Irwin
- Joel Siegel
- Peter Boyle
- Charles Nelson Reilly
- Jack Palance
- Jane Wyman
- Tom Poston
- Tom Snyder
- Ed Bradley
- Luciano Pavarotti
- Merv Griffin

## Fordítás
- Ez a szócikk részben vagy egészben  a(z)   59th Primetime Emmy Awards című angol Wikipédia-szócikk fordításán alapul.  Az eredeti cikk szerkesztőit annak laptörténete sorolja fel. Ez a jelzés csupán a megfogalmazás eredetét és a szerzői jogokat jelzi, nem szolgál a cikkben szereplő információk forrásmegjelöléseként.